# Crisant Bosch i Espín
Crisant Bosch i Espín   (Barcelona, 7 de desembre de 1907 - Barcelona, 13 d'abril de 1981) fou un destacat futbolista català dels anys 30. Va ser internacional amb la selecció catalana i amb la selecció espanyola.

## Biografia
Crisant Bosch va néixer al barri del Poblenou de Barcelona el 26 de desembre de l'any 1907. Jugava a la posició d'extrem esquerre. Formà part del RCD Espanyol, el CE Júpiter i el Terrassa FC. Fou amb l'Espanyol amb qui visqué els millors anys, amb 15 temporades al club, guanyant dues copes d'Espanya (1929, 1940) i diversos Campionats de Catalunya. A més, fou personatge cabdal a la història del club per salvar el patrimoni blac-i-blau durant la Guerra Civil.
Fou vuit cops internacional amb Espanya, disputant la fase final del Mundial d'Itàlia 1934, on jugà un partit contra Itàlia. Acabada la seva etapa com a futbolista, fou entrenador i en els seus darrers anys conserge a l'estadi de Sarrià. Va morir el 13 d'abril de 1981.

## Trajectòria esportiva
- CE Júpiter: 1926-27
- Terrassa FC: 1927-28
- RCD Espanyol: 1928-43

## Palmarès
- 2 Copes espanyoles: 1929, 1940.
- 4 Campionats de Catalunya: 1928-29, 1932-33, 1936-37, 1939-40.